# Hadżi-Sejdeli
Hadżi-Sejdeli (mac. Хаџи-Сејдели, alb. Haxhi Sejdeli) – opuszczona wieś w gminie miejskiej Sztip w środkowej Macedonii Północny.

## Demografia
Według spisu ludności z 2002 we wsi Hadżi-Sejdeli mieszkało 0 mieszkańców.